# ابن أبي دينار
أبو عبد الله محمد ابن أبي دينار القيرواني، ولد في بداية القرن السابع عشر في القيروان وتوفي نحو عام 1690، هو مؤرخ ورجل قضاء تونسي.

## السيرة الذاتية
ينحدر ابن أبي دينار من عائلة دينية تقطن مدينة القيروان، أين ولد في القرن السابع عشر، وزاول تعليمه في جامعة الزيتونة، قبل أن يصبح قاضي مالكي في تونس العاصمة. نشر بعدها أهم أعماله حول تاريخ تونس وهو كتاب المؤنس في أخبار إفريقية وتونس. 

هذا الكتاب الذي يتكون من سبعة فصول يتمحور حول تاريخ إفريقية (الاسم القديم لتونس) وذلك من التاريخ القديم حتى بداية العهد العثماني في البلاد، مرورا بالفتوحات الإسلامية وفترات حكم مختلف السلالات الذين توافدوا فيها. الفصل السابع والأخير يروي بالتفصيل الأحداث الرئيسية الموالية لانتصاب السلطة العثمانية في تونس، وتاريخ سلالة البايات المراديين الذي كان ابن أبي دينار شاهد عيان على حكمهم.

## مؤلفاته
- المؤنس في أخبار إفريقية وتونس.